# Чемпионат Северной, Центральной Америки и Карибского бассейна по волейболу среди женщин 1999
16-й чемпионат Северной, Центральной Америки и Карибского бассейна (NORCECA) по волейболу среди женщин прошёл с 21 по 26 сентября 1999 года в Монтеррее (Мексика) с участием 8 национальных сборных команд. Чемпионский титул в 12-й раз в своей истории и в 8-й раз подряд выиграла сборная Кубы.

## Команды-участницы
Барбадос, Доминиканская Республика, Канада, Коста-Рика, Куба, Мексика, Пуэрто-Рико, США.

## Система проведения чемпионата
8 команд-участниц на предварительном этапе разбиты на две группы. Победители групп напрямую выходят в полуфинал плей-офф. Команды, занявшие в группах 2-е и 3-и места, выходят в четвертьфинал и определяют ещё двух участников полуфинала. Полуфиналисты по системе с выбыванием определяют призёров первенства. Итоговые 5—6-е и 7—8-е места разыгрывают соответственно проигравшие в 1/4-финала и худшие команды в группах.

## Предварительный этап

### Группа А
| М | Команда     | 1   | 2   | 3   | 4   | И | В | П | С/П | О |
| - | ----------- | --- | --- | --- | --- | - | - | - | --- | - |
| 1 | Куба        |     | 3:0 | 3:0 | 3:0 | 3 | 3 | 0 | 9:0 | 6 |
| 2 | США         | 0:3 |     | 3:0 | 3:0 | 3 | 2 | 1 | 6:3 | 5 |
| 3 | Пуэрто-Рико | 0:3 | 0:3 |     | 3:1 | 3 | 1 | 2 | 3:7 | 4 |
| 4 | Коста-Рика  | 0:3 | 0:3 | 1:3 |     | 3 | 0 | 3 | 1:9 | 3 |

21 сентября: Куба — Коста-Рика 3:0 (25:10, 25:16, 25:19); США — Пуэрто-Рико 3:0 (25:10, 25:17, 25:15).
22 сентября: США — Коста-Рика 3:0 (25:11, 25:10, 25:11); Куба — Пуэрто-Рико 3:0 (25:9, 25:17, 25:22).
23 сентября: Куба — США 3:0 (25:21, 25:17, 25:21); Пуэрто-Рико — Коста-Рика 3:1 (22:25, 25:19, 25:14, 25:13).

### Группа В
| М | Команда                  | 1   | 2   | 3   | 4   | И | В | П | С/П | О |
| - | ------------------------ | --- | --- | --- | --- | - | - | - | --- | - |
| 1 | Доминиканская Республика |     | 3:1 | 3:1 | 3:0 | 3 | 3 | 0 | 9:2 | 6 |
| 2 | Канада                   | 1:3 |     | 3:0 | 3:0 | 3 | 2 | 1 | 7:3 | 5 |
| 3 | Мексика                  | 1:3 | 0:3 |     | 3:0 | 3 | 1 | 2 | 4:6 | 4 |
| 4 | Барбадос                 | 0:3 | 0:3 | 0:3 |     | 3 | 0 | 3 | 0:9 | 3 |

21 сентября: Доминиканская Республика — Канада 3:1 (20:25, 25:19, 25:21, 25:22); Мексика — Барбадос 3:0 (25:17, 25:14, 25:20).
22 сентября: Доминиканская Республика — Барбадос 3:0 (25:10, 25:22, 25:20); Канада — Мексика 3:0 (25:12, 25:19, 25:16).
23 сентября: Канада — Барбадос 3:0 (25:8, 25:10, 25:10); Доминиканская Республика — Мексика 3:1 (25:10, 22:25, 25:10, 25:20).

## Матч за 7-е место
24 сентября
Коста-Рика — Барбадос 3:0 (25:21, 25:22, 25:18)

## Плей-офф

### Четвертьфинал
24 сентября
США — Мексика 3:0 (25:17, 25:13, 25:18)
Канада — Пуэрто-Рико 3:1 (23:25, 25:22, 25:19, 25:22)

### Матч за 5-е место
26 сентября
Пуэрто-Рико — Мексика 3:0 (25:14, 25:15, 25:19)

### Полуфинал
25 сентября
США — Доминиканская Республика 3:0 (25:17, 25:13, 25:18)
Куба — Канада 3:0 (25:16, 25:13, 25:17)

### Матч за 3-е место
26 сентября
Канада — Доминиканская Республика 3:1 (25:21, 25:19, 19:25, 35:33)

### Финал
26 сентября
Куба — США 3:0 (25:14, 25:15, 25:19)

## Итоги

### Положение команд
| Куба                        |
| США                         |
| Канада                      |
| 4. Доминиканская Республика |
| 5. Пуэрто-Рико              |
| 6. Мексика                  |
| 7. Коста-Рика               |
| 8. Барбадос                 |